# Cytherellidae
Cytherellidae är en familj av kräftdjur. Enligt Catalogue of Life ingår Cytherellidae i överfamiljen Cytherelloidea, ordningen Platycopida, klassen musselkräftor, fylumet leddjur och riket djur, men enligt Dyntaxa är tillhörigheten istället ordningen Platycopida, klassen musselkräftor, fylumet leddjur och riket djur. Enligt Catalogue of Life omfattar familjen Cytherellidae 21 arter. 
Cytherellidae är enda familjen i överfamiljen Cytherelloidea.
Kladogram enligt Catalogue of Life och Dyntaxa:
| Cytherellidae | \| \| Cytherella \| \| \| \| \| \| Cytherelloidea \| \| \| \| \| \| Grammcythella \| \| \| \| \| \| Inversacytherella \| \| \| \| \| \| Keijcyoidea \| \| \| \| \| \| Platella \| \| \| \| |
|               | \| \| Cytherella \| \| \| \| \| \| Cytherelloidea \| \| \| \| \| \| Grammcythella \| \| \| \| \| \| Inversacytherella \| \| \| \| \| \| Keijcyoidea \| \| \| \| \| \| Platella \| \| \| \| |
|               | Cytherella |
|               | |
|               | Cytherelloidea |
|               | |
|               | Grammcythella |
|               | |
|               | Inversacytherella |
|               | |
|               | Keijcyoidea |
|               | |
|               | Platella |
|               | |